# 한성식
한성식(韓盛植, 1964년 8월 14일 ~ )은 대한민국의 배우이다.

## 생애
서울 출생이며 1987년 연극배우로 첫 데뷔하였다.

## 출연작

### 영화
- 1995년 《금홍아 금홍아》 ... 무슈우 역
- 1996년 《맥주가 애인보다 좋은 일곱가지 이유》 ... 마 실장 역
- 1996년 《나에게 오라》 ... 뱀눈 역
- 1996년 《투캅스 2》 ... 대도 역
- 1996년 《고스트 맘마》 ... 남직원 1 역
- 1997년 《지상만가》 ... 비디오가게 주인 역
- 1997년 《홀리데이 인 서울》 ... 전화 수리공 역
- 1997년 《나쁜 영화》 ... 사까시맨 역
- 1998년 《남자이야기》 ... 취객 역
- 1998년 《조용한 가족》 ... 오 순경 역
- 1998년 《해가 서쪽에서 뜬다면》 ... 박 기자 역
- 1999년 《주유소 습격 사건》 ... 누비라 남 역
- 2000년 《반칙왕》 ... 링 아나운서 역
- 2001년 《신라의 달밤》 ... 베트공 역
- 2002년 《공공의 적》 ... 국과수 연구원 역
- 2002년 《울랄라 씨스터즈》 ... 리차드 역
- 2002년 《광복절 특사》 ... 택시기사 역
- 2002년 《피아노 치는 대통령》 ... 공안 역
- 2003년 《와일드 카드》 ... 중국집 배달원 역
- 2003년 《남남북녀》 ... 사회자 역
- 2004년 《내 사랑 싸가지》 ... 담임 역
- 2008년 《신기전》 ... 홍만 집사 역
- 2010년 《반가운 살인자》 ... 보급소 역
- 2012년 《페이스 메이커》 ... 한 감독 역
- 2014년 《열애》 ... 약사 역
- 2014년 《환상》 ... 김 의사 역
- 2015년 《연애의 맛》 ... 김영철 역
- 2015년 《란제리 살인사건》 ... 주치의 역
- 2015년 《음란한 메이》 ... 상구 역
- 2016년 《트릭》 ... 해관 역
- 2017년 《련희와 연희》 ... 브로커 역

### 드라마
- 1996년 《용의 눈물》 (KBS)
- 1998년 《야망의 전설》 (KBS)
- 1999년 《부부클리닉 사랑과 전쟁》 (KBS)
- 2000년 《태조 왕건》 (KBS)
- 2001년 《동양극장》 (KBS)
- 2001년 《순정》 (KBS)
- 2004년 《장길산》 (SBS)
- 2004년 《불멸의 이순신》 (KBS)
- 2015년 《KBS 드라마 스페셜 - 노량진역에는 기차가 서지 않는다》 (KBS)
- 2016년 《기적의 시간 로스타임》 (KBS)
- 2016년 《페이지터너》 (KBS)
- 2016년 《마스터 - 국수의 신》 (KBS)
- 2016년 《여자의 비밀》 (KBS)
- 2017년 《김과장》 (KBS) ... TQ택배 임 부장 역
- 2017년 《아이돌마스터.KR - 꿈을 드림》 (SBS funE) ... 소리의 아버지 역

### 뮤지컬
- 카르멘
- 판타스틱스
- 한 여름 밤의 악몽
- 샤인
- 대장금
- 주유소 습격사건
- 미녀는 괴로워
- 키스 미 게이트